# Knight andN day
『Knight andN day』（ないとあんどんでい）は、石森章太郎の漫画作品。カタカナ表記の『ナイトアンドンデイ』も見受けられる。『プレイコミック』（秋田書店）に1980年1月10日号から1981年12月10日号まで連載された。
俗称「ゴキブリ横丁」にある小さなスナックバー「度ッ恋処」（どっこいしょ、終盤「渡ッ恋処」に改名）を中心に、さまざまな人々のさまざまな物語を描く。
第1話サブタイトルが「騎士と昼行灯の夜と昼」であり、タイトルの意味をうかがわせる。

## 主な登場人物
村雨良 （むらさめ りょう）
19歳。度ッ恋処の従業員。常連客などからは「ムラちゃん」「チーフ」と呼ばれる。
店ではネクタイやウェストコートも着用したバーテンダースタイルでマッチ棒をくわえていることが多い。
一見すると昼行灯のように頼りなく見えるが、心の中では中里葉子の騎士でありたいと思っており、実際に中里からは信頼されている。
実は超能力者であり、念力で物を動かしたり、テレパシーで他人の心の中を読んだり、千里眼で遠くの様子をうかがったり、催眠のように他人の精神に干渉することができる。
また、かなりのおせっかい焼きであり、超能力で知ってしまった他人の問題に手を出し、解決の手助けをすることもしばしば。
中里葉子
度ッ恋処のママ（店そのものは賃貸）。27歳。店では和服。
シングルマザーであり、幼い娘と老いた父と同居している。
ツーパーワン
度ッ恋処の周辺地域にいるノラ犬。村雨がたびたび超能力で操ったり、超能力を分け与えているため、超能力が使える。
村雨以上におせっかい焼きであり、通り魔を捕まえようと奮闘したり、男性にかどわかされようとしている女子高生を救うために行動したりする。（もっとも、その女子高生が美人局だったりするから、世の中ままならない。）
毎日小学生新聞1982年1月17日号から1992年12月27日号までツーパーワンを主人公にした『のら犬ツーパーワン』として連載されている。
常連客
ノン（ノン子）
村雨に気がある女性。26歳。酔うと脱ぎたがる。
半ば従業員のように店の手伝いをすることもある。初期の頃に自分を雇ってとアピールしているが、その後、雇われたのか常連客のまま手伝いをしているのかは不明。
ヤマちゃん
山岡電気店の主人。しばしばノンの身体に手を伸ばしている。
センセ
SF漫画家。作中では名前が明らかになっていないが、石森章太郎自身。
役者兼新人歌手
自身の新曲「かあさんの下駄」のレコード発売を機に度ッ恋処で弾き語りをする。なお、レコードのジャケットは前述のセンセが描いている。
「かあさんの下駄」は中村ブンの楽曲であり、実際に発売されたレコードのジャケットを石森章太郎が描いている。

## 書籍
コミックスは秋田漫画文庫版全6巻、石ノ森章太郎萬画大全集版全5巻。
秋田漫画文庫（秋田書店）
1. 1980年10月発売 ISBN 978-4253016100
2. 1980年12月発売 ISBN 978-4253016117
3. 1981年05月発売 ISBN 978-4253016124
4. 1982年03月発売 ISBN 978-4253016131
5. 1982年09月発売 ISBN 978-4253016148
6. 1983年01月発売 ISBN 978-4253016155

石ノ森章太郎萬画大全集（角川書店）
1. 11−20 2008年08月
2. 11−21 2008年08月
3. 11−22 2008年08月
4. 12−23 2008年11月
5. 12−24 2008年11月

電子書籍版（石森章太郎プロ）
秋田漫画文庫を底本とし電子書籍版を配信、販売している。